# Flugplatz Kandi

i7
i11
i13
Der nationale Flugplatz Kandi (französisch Aérodrome de Kandi, IATA-Code: KDC, ICAO-Code: DBBK) liegt nördlich der Stadt Kandi im Département Alibori im Norden Benins. Als Navigationshilfe dient ein am Platz befindliches ungerichtetes Funkfeuer mit der Kennung „TYK“ auf der Frequenz 366 kHz.